# Antony Silva
Antony Domingo Silva Cano, plus connu sous le nom d'Antony Silva (parfois faussement orthographié comme Anthony Silva), né le 27 février 1984 à Asuncion, est un footballeur international paraguayen, qui évolue actuellement au poste de gardien de but au Club Nacional.

## Carrière

### En club

#### Débuts auCerro Coráet àLibertad(1997-2004)
Silva commence sa carrière au sein des équipes jeunes du Cerro Corá, un club de la capitale paraguayenne avec lequel il jouera également ses premiers matchs professionnels, avant de signer au Club Libertad le 1er janvier 2003. Lors de la Copa Libertadores 2004, il joue un rôle actif dans la victoire un but à zéro de son équipe contre River Plate, le 7 avril 2004 à l'Estadio Defensores del Chaco. Auteur de nombreuses parades, le quotidien argentin Clarín salue ainsi sa performance : « Le gardien de but Anthony Silva était la grande star : il a barré la route aux Argentins ». Malgré cela, Libertad (battu 4-1 au match aller) est éliminé dès le premier tour de la compétition.  

#### Prêts et premières expériences à l'étranger (2005-2009)
Après avoir principalement été le gardien remplaçant de Libertad, Silva est prêté au General Caballero, un club fraîchement promu en Primera División, pour la saison 2005. Le Genoa achète alors les droits du portier paraguayen, mais son transfert vers le club italien n'est jamais officialisé et Silva est de nouveau prêté, cette fois-ci au 2 de Mayo, un autre club promu en Primera División, pour la saison 2006. Il s'impose rapidement comme gardien titulaire et réalise une impressionnante saison avec le club, qui termine septième du championnat. Il quitte le club en tant qu'agent libre et Harry Redknapp essaye de le faire venir à Portsmouth, sans succès. Il rejoint finalement le Tacuary FC, avec lequel il prend part au tour préliminaire de la Copa Libertadores 2007, au cours duquel le club s'incline face au LDU Quito. Prêté au Talleres de Córdoba, un club de deuxième division argentine, il rejoint pour la première fois un club étranger en 2008, avec lequel il ne joue que 7 matchs. Il décide de poursuivre son aventure en dehors des frontières paraguayennes, en signant au Marília, un club brésilien de Série C, la saison suivante. 

#### Retour au pays et suspension (2009-2010)
Revenu au Paraguay, il s'engage au Rubio Ñu, le club du Barrio Santísima Trinidad (en), où il devient rapidement le numéro un. Suspecté de dopage (une accusation qu'il nie), l'Association paraguayenne de football le suspend pour une durée de deux mois le 29 janvier 2010, pour avoir pris de la dexaméthasone. 
Au sortir de sa suspension, il suscite l'intérêt du club de MLS des Red Bulls de New York. Cependant, et une fois n'est pas coutume, les négociations n'aboutissent pas. 

#### Taulier auDeportes Tolima(2010-2014)
Par la suite, Antony Silva rallie le Deportes Tolima de Colombie en juin 2010. Il participe à la Copa Sudamericana 2010, où le club se hisse jusqu'en quarts de finale, avant d'être éliminé par le CA Independiente à cause de la règle des buts à l'extérieur. 
Gardien titulaire lors de la Copa Libertadores 2011, il prend part à la victoire de son équipe sur les Corinthians de São Paulo (après un match vierge tenace au stade Pacaembu, le Deportes Tolima s'impose deux buts à zéro sur sa pelouse d'Ibagué), passant ainsi la première phase de la compétition, avant que celle-ci ne soit éliminée lors de la deuxième phase, en terminant troisième du groupe 7 (avec deux victoires, deux nuls et deux défaites) derrière Estudiantes et Cruzeiro. 
Après quatre saisons passées avec le club (pour 172 apparitions officielles dont 25 sur la scène continentale), Silva le quitte finalement le 11 février 2014 à la suite de désaccords avec ses dirigeants. 

#### Retour en Colombie: passage à l'Independiente Medellín(2015)
Après une saison sous les couleurs du 3 de Febrero, Silva retourne jouer dans le championnat colombien, à l'Independiente Medellín. Toujours titulaire, il continue de livrer des performances remarquables. Il emmène son équipe jusqu'en finale du Tournoi d'ouverture 2015, où elle s'incline face au Deportivo Cali et doit donc se contenter d'un titre de vice-champion. 

#### AuCerro Porteño(2016-2018)
Au début de l'année 2016, il est recruté par le Cerro Porteño qui souhaite renforcer son effectif en vue de la Copa Libertadores 2016.

### En sélection nationale

#### Équipes jeunes (2001-2003)
Silva a représenté le Paraguay dans les différentes équipes jeunes. 
Avec les U17, il prend part à la Coupe du monde de football des moins de 17 ans 2001 qui a lieu à Trinidad-et-Tobago. À égalité de points avec le Costa Rica et le Mali, le Paraguay ne parvient pas à sortir du Groupe D à cause de sa trop mauvaise différence de buts et est éliminé dès le premier tour de la compétition. 
Avec les U20, il prend part à la Coupe du monde de football des moins de 20 ans 2003 qui a lieu aux Émirats arabes unis. Classé deuxième du Groupe F derrière les États-Unis, le Paraguay atteint les huitièmes de finale de la compétition notamment grâce à sa solidité défensive (Silva garde ses cages inviolées face aux Sud-Coréens et aux Allemands). Néanmoins, cela ne suffira pas face à l'Espagne, future finaliste de la compétition, qui élimine l'Albiroja sur le score de 0-1 grâce à un but signé de la Fuente, juste après l'heure de jeu.  
Avec les U23, il joue trois matchs (deux défaites contre l'Argentine — futur médaillée d'or — et le Mexique, puis une victoire contre le Guatemala (it), où il garde ses cages inviolées) lors des Jeux panaméricains de 2003.  

#### Équipe A (depuis 2011)
Il connaît sa première sélection en équipe première le 3 décembre 2011, lorsque Francisco Arce l'appelle pour disputer un match amical contre le Panama à l'Estadio Rommel Fernández (victoire 0-2). Quatre jours plus tard, il est de nouveau sélectionné face au Honduras (victoire 0-3), lorsqu'il remplace Joel Silva à la 67e minute. 
Il passe la majorité des matchs qualificateurs pour la Coupe du monde 2014 sur le banc, ne jouant qu'une seule fois, lors d'une victoire quatre buts à zéro de son équipe contre la Bolivie à l'Estadio Defensores del Chaco, le 7 septembre 2013. En dépit de cela, le Paraguay n'est pas qualifié pour la Coupe du monde 2014, au Brésil, une première depuis 1994.  
Avec Alfredo Aguilar, il est gardien remplaçant lors de la Copa América 2015, mais dispute néanmoins deux des trois matchs du Groupe B, face à l'Argentine (2-2) et à la Jamaïque (1-0), avant que Justo Villar ne redevienne titulaire pour le reste de la compétition, que le Paraguay termine à la quatrième place, après une lourde défaite face à l'Argentine en demi-finale (6-1) et une autre face au Pérou (2-0) lors de la petite finale.  
Il fait également partie du groupe des gardiens (au côté de Justo Villar, titulaire, et de Diego Barreto, lui aussi remplaçant) lors de la Copa América Centenario, où le Paraguay sort dès les phases de groupe, sans que Silva n'ait joué.  
Il joue un rôle beaucoup plus actif dans les éliminatoires pour la Coupe du monde 2018, jouant 11 des 18 matchs du Paraguay (qu'il dispute tous dans son intégralité), qui réalise une bien meilleure performance que lors de la campagne précédente (7 victoires, 3 nuls et 8 défaites contre 3 victoires, 3 nuls et 10 défaites), sans toutefois parvenir à se qualifier pour le mondial en Russie (deux points séparant le Paraguay, du Pérou, qualifié lors d'un match de barrage face à la Nouvelle-Zélande. Trois points le séparent également de la Colombie, qualifiée directement via la quatrième place).    
Après avoir longtemps porté le maillot floqué du numéro 12, traditionnellement dévolu au premier gardien remplaçant, il porte pour la première fois le maillot floqué du numéro 1, traditionnellement dévolu au gardien titulaire, lors d'un match amical face à l'Afrique du Sud (1-1) le 20 novembre 2018.

## Palmarès

### Club
| Club Libertad - Championnat du Paraguay - Champion en 2003 et 2006 |  | Deportes Tolima - Tournoi de Clôture du Championnat de Colombie - Finaliste en 2010 |  | Independiente Medellín - Tournoi d'ouverture du Championnat de Colombie - Finaliste en 2015 |  | Cerro Porteño - Tournoi de Clôture du Championnat du Paraguay - Vainqueur en 2017 |